# Заря (Брасовський район)
Заря (рос. Заря) — селище у Брасовському районі Брянської області Росії. Входить до складу муніципального утворення Столбовське сільське поселення.
Населення — 14 осіб.
Розташоване за 2 км на південь від села Столбово.

## Історія
Розташоване на території Сіверщини.
Виникло у 1920-ті роки. До 2005 року входило до складу Столбовської сільради.

## Населення
За найновішими даними, населення — 14 осіб (2013).
У минулому чисельність мешканців була такою:
| Роки      | 1979 | 1989 | 2002 | 2010 |
| --------- | ---- | ---- | ---- | ---- |
| Населення | 59   | 41   | 15   | 13   |